# Amions
Amions is een plaats en voormalige gemeente in het Franse departement Loire (regio Auvergne-Rhône-Alpes) en telt 238 inwoners (1999). De plaats maakt deel uit van het arrondissement Roanne. Amions is op 1 januari 2019 gefuseerd met de gemeenten Dancé en Saint-Paul-de-Vézelin tot de gemeente Vézelin-sur-Loire. 

## Geografie
De oppervlakte van Amions bedraagt 17,2 km², de bevolkingsdichtheid is 13,8 inwoners per km².
De onderstaande kaart toont de ligging van Amions met de belangrijkste infrastructuur en aangrenzende gemeenten.

## Demografie
Onderstaande figuur toont het verloop van het inwonertal (bron: INSEE-tellingen).